# Odznaka Szturmowa Piechoty
Szturmowa Odznaka Piechoty (niem. Infanterie-Sturmabzeichen) – niemiecka odznaka wojskowa nadawana za udział w ataku piechoty.

## Historia
Odznaka została ustanowiona na podstawie rozporządzenia szefa Naczelnego Dowództwa Wojsk Lądowych gen. płk Walthera von Brauchitscha z dnia 20 grudnia 1939 roku jako wyróżnienie dla oficerów i żołnierzy piechoty i strzelców górskich za wzorowe zachowanie w czasie ataku. Po wprowadzeniu odznak brązowej, odznakę tę nazywano odznaką srebrną.
W dniu 1 czerwca 1940 roku nowym rozkazem uzupełniono statut odznaki wprowadzając odznakę Infanterie-Sturmabzeichen in Bronze, która miała być nadawana na tych samych zasadach z tym że miała być nadawana żołnierzom i oficerom piechoty zmotoryzowanej. Nadawana ona mogła być również oficerom i żołnierzom kompanii ciężkich karabinów maszynowych i oddziałów artylerii polowej i przeciwpancernej wchodzących w skład pułków piechoty i strzelców górskich, o ile wzięli oni udział w walce jako piechota. Ponadto na podstawie tego rozkazu odznaka mogła być również nadawaną zarówno srebrna jak i brązowa także żołnierzom Waffen-SS.
W dniu 26 lutego 1941 roku kolejny rozkaz rozszerzył także tryb nadawania tej odznaki także na żołnierzy oddziałów artylerii przeciwlotniczej na podobnych zasadach jak innych oddziałów wsparcia piechoty. W dniu 12 listopada 1942 roku rozkazem ustalono, że odznaka srebrna może być nadawana także funkcjonariuszom policji Rezerwowych Batalionów Policji o ile walczyli na froncie.
Po zakończeniu II wojny światowej noszenie odznaki zakazano. Na podstawie § 6 ustawy z dnia 26 lipca 1957 roku o Tytułach, Orderach i Odznakach Honorowych  zezwolono na noszenie Szturmowej Odznaki Piechoty, przy czym w myśl rozporządzenia z 1 lutego 1958 roku zmieniono jej wygląd usuwając z niej symbol Wehrmachtu – orła trzymającego swastykę. Dodatkowo ustanowiono baretki, przedstawiające miniaturki zdenazyfikowanej odznaki na czarnej wstążce.

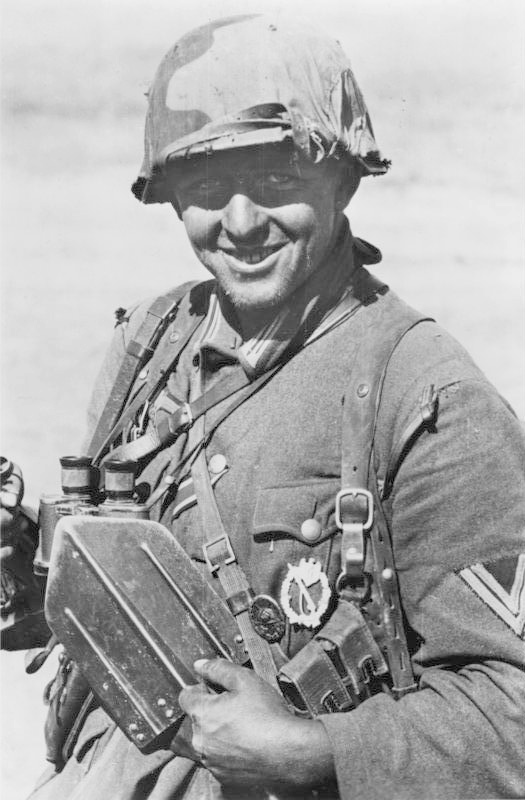
Żołnierz Wehrmachtu odznaczony Odznaką Szturmową Piechoty

## Zasady nadawania
Zgodnie z rozkazem  Szturmową Odznakę Piechoty, była nadawana rozkazem dowódcy pułku. 
Odznaka mogła być nadana oficerom i żołnierzom, którzy uczestniczyli w co najmniej trzech atakach bojowych, na pierwszej linii frontu, z bronią w ręku począwszy od dnia 1 stycznia 1940 roku. Ataki musiały mieć miejsce w różnych dniach.
Do ataków bojowych, w myśl rozkazu, zaliczono rozpoznanie, ataki i kontrataki, jeżeli w czasie ich trwania doszło do walki wręcz z wrogiem, która zakończyła się sukcesem.
W latach 1940 – 1945 nadano ok. 940 tys. odznak.

## Opis odznaki
Odznaka srebrna była początkowo wykonana z tombaku, a później ze stopu cynku i posrebrzana. Odznaka brązowa wykonana była ze stopu cynku i patynowana na brązowo.
Odznaka ma postać wieńca z liści dębowych na który nałożony jest wizerunek karabinu Kar98k z bagnetem. U góry wieńca umieszczone jest godło Wehrmachtu – orzeł trzymający w szponach swastykę.
Odznaka zawieszana była bezpośrednio na mundur przy pomocy agrafki. Na rewersie znajdowały się napisy określający producenta danej odznaki. 
Według rozkazu odznaka miała wymiary: wys. 63 mm i szer. 47 mm. Lecz z uwagi na licznych producentów tych odznak ich wymiary różniły się. 
Wzór odznaki noszonej po 1958 roku zgodnie z rozporządzeniem był identyczny jak wzór z 1939 roku z tym, że usunięto z niego godło Wehrmachtu.